# アガル・タマル
アガル・タマルとは、モンゴル帝国の征服地において領主（諸王・功臣）が自らの領地（投下領）から得る税収の取り分のこと。特に華北地方（モンゴル語ではヒタイ地方）においては、被征服民はアガル・タマルとして五戸ごとに「絲（絹織物の原料）」を年1回供出するものと定められており、漢文史料上においては五戸絲と呼ばれていた。
『元史』などの漢文史料では阿合探馬児（āgě tànmǎér）、『集史』などのペルシア語史料ではاغار تمار（āghār tamār。写本によってはاغاز تمار、اغاز تمایとも表記され、ロウシャン校訂本とはاغار تهارとされる）と記される。その語源については諸説あるが、定説はない。

## 沿革
モンゴル高原の遊牧国家では、古来より征服戦争で得た捕虜・領地はその地の征服を担当した指揮官が領有権を得るという慣習があった。モンゴル帝国に先行するキタイ帝国（遼朝）では征服戦争で得た捕虜で、諸王が獲得したものは「頭下軍州」と呼ばれていたという。この「頭下軍州」制度は後のモンゴル帝国における「投下制度」の原型となる。
1206年にモンゴル帝国が成立すると、チンギス・カンは配下の遊牧民を全て千人隊（ミンガン）に分け、諸王・功臣に分配した。大モンゴル帝国はこの時成立した諸王・功臣の有するウルスの連合体であり、1211年より始まる第一次金朝遠征ではこれらウルスの長たちがそれぞれ軍団を率いて華北各地を席巻した。この戦役を経て征服された華北地方はチンギス・カンによって諸王・功臣に分配され、このように分配された征服地（及びその領主）のことを漢文史料上では「投下」と呼称している。ペルシア語史料の『集史』にはこの遠征において「［征服した］太原府のアガル・タマルはチャガタイに属した」ことや「彼（トルイ）が征服した諸地方のアガル・タマルは相続財産となった分け前の取り分として、彼の一族にもたらされていた」ことが記録されているが、後述するようにこの「アガル・タマル」とは征服地から得られる税収の中で、その土地の領有権を有する領主が得られる取り分を指していると考えられる。ただし、この金朝遠征の後、モンゴル軍の大部分は続いて中央アジア遠征に向かったため、アガル・タマルの具体的内容や、実際にモンゴル諸王がどのようにアガル・タマルを徴収・分配したかは定かではない。
1229年、チンギスの跡を継いで即位したオゴデイは即位後最初の大事業として金朝親征を行い、華北全土を正服した。この頃の華北では第一次遠征で諸王・功臣が得た権益（投下）、在地の軍閥（漢人世侯）が複雑に入り混じる、混沌とした状態にあった。そこでオゴデイはシギ・クトクに命じて河北全土の人口調査を命じ、その調査結果（乙未年籍）に基づいて華北の人口を諸王・功臣に再分配した（「丙申年分撥」）。更に、この「丙申年分撥」に合わせて、華北では「絲料」と呼ばれる新たな税法が導入された。「絲料」とは絹織物の原料を納める税目のことであるが、モンゴル帝国では「5戸ごとに1斤納める絲料」が投下領主の取り分とされたため、以後モンゴル帝国領の華北ではアガル・タマルのことを「五戸絲」と呼ぶようになった。
しかし、オゴデイ死後のモンゴル帝国では帝位を巡る内争が悪化し、第4代皇帝モンケの死後には武力で帝位が争われる事態に陥った（帝位継承戦争）。この内戦で最終的に勝利を収めたのはモンケの次弟クビライであるが、オゴデイ家のカイドゥやチャガタイ家のバラクをはじめとする中央アジアの諸王がこれに反発、クピライの権威を無視して独自に勢力を拡大し始めた。カイドゥ、パラク、そしてジョチ・ウルスのベルケは1269年にタラスで会談を開き（タラス会盟）、中央アジア諸都市から得られる「税収の取り分」を分割したという。ここでいう「税収の取り分」とはまさにカアンによって分配されるべきアガル・タマルにほかならず、この「タラス会盟」の大きな意義の一つはカアンの権威を無視したアガル・タマルの再分配にあったといえる。これ以後、クビライとその後継者たるカアン（大ハーン）は、中央アジア以西の領地のアガル・タマルについて千渉できなくなってしまう。
クビライの側ではモンゴル帝国の正当なカアンであるという権威を保つため、オゴデイ家・チャガタイ家などの敵対した王家、ジョチ家/フレグ家などの遠く離れアガル・タマルの文給ができない王家についても、名目上は投下領主としての権限を剥奪しなかった。また、クビライは長年にわたってモンゴルの侵攻を撃退し続けてきた南宋の平定に成功し、華北（ヒタイ）地方と同様に、江南（マンジ）地方も投下として諸王・功臣に分配しようとした。ところが、江南投下を始めようとした1276年（至元13年）に西北方では有力王族による叛乱（シリギの乱）という大事件が起こったため、江南投下の分配は一時棚上げとなった。「シリギの乱」がほぼ終結した1281年（至元18年）、ようやく江南地方が諸王・功臣に投下領として分配されたが、後述するように民政の混乱から華北同様のアガル・タマル（五戸絲）徴収ができず、朝廷が徴収した税収の中からアガル・タマルとして紙幣（交鈔）を投下領主に与えるようになった。このような江南地方におけるアガル・タマルを、漢文史料では江南戸鈔と呼称している。
以上のように、カイドゥをはじめとする諸王のクビライへの反発により、モンゴル帝国の一体性は損なわれ、アガル・タマルの徴収と分配は東方の大元ウルス領でのみ本来の形で行われた。しかし、14世紀に入り大元ウルスとの正面決戦（テケリクの戦い）に敗れたカイドゥ・ウルスが解体すると、モンゴル帝国内部の対立は解消され「東西和合」の時代が訪れた。このような流れの中で、モンゴル帝国の各地においてかつての投下権益を復活させる動きが見られるようになった。フレグ・ウルスでは第7代当主のガザンが1304年に大元ウルスに使者を海路で派遣し、その使者は4年の滞在の後に「フレグの受けるべき分け前であったが、モンケ・カアンの時代以来保管されていた」財貨（＝アガル・タマル）を渡されて帰還したという。また、1336年（後至元2年）には、ジョチ・ウルス第7代当主ウズベク・ハンがジョチ家の投下領であったが、帝位継承戦争以来ジョチ家と連絡がとれなくなっていた晋寧路・永州路からの収益を要求してきた。1341年（至正元年）にウズベク・ハンが亡くなりジャーニー・ベク・ハンが立つと、晋寧路の平陽・晋州・永州分の歳賦2400錠（アガル・タマル）のジョチ・ウルスへの送付が1345年（至正5年）から始められたという。以上の事例は、13世紀初頭に設定された各王家のアガル・タマルが、100年以上経った14世紀前半においても各ウルスにおいて記録されていたこと、後世において別個の国家であると語られがちな「4ウルス（大元ウルス・ジョチウルス・チャガタイウルス・フレグウルス）が共通の価値観を有する連合体であったことを示す好例であるといえる。

## 五戸絲料
五戸絲料の徴収内容について最も詳細な記録を残しているのが『秋潤先生大全文集』巻80「中堂事記(上)」である。
以上の記述を要約すると、「五戸絲とは1戸につき“絲22両4銭＝1斤6両4銭”を供出させる税で、そのうち1斤を申央に、6両4銭を投下に納める税法である」となる。ただし、実際の徴収は「2斤」を単位としていたため、中央に納める分は「2戸ごとに2斤の徴収」、投下領主に納める分は「5戸ごとに2斤の徴収」となり、前者は全体の7割、後者は全体の3割を占める、というのが「中堂事記」の述べるところである。これを更に言い換えると、「五戸絲として集められた税収の内7分の5（5戸で5斤）が国税として国庫に入り、7分の2（5戸で2斤）が地方税として投下領主に与えられた」となる。
ただし、「2斤」が徴収単位となったのはクビライの即位（中統元年/1260年）以後のことで、『元史』巻93食貨志にはオゴデイ時代には「2戸ごとに絲1斤を出させた（毎二戸出絲一斤）」と記されている。すなわち、モンゴル帝国初期には「2戸ごとに絲1斤」が中央の、「5戸ごとに絲1斤」が投下領主の取り分とされ、ここから「五戸絲」の呼称が起こったものと考えられている。
また、『元史』巻5世祖本紀には1263年（中統4年）に「10戸ごとに絲14斤」を供出するよう定められたことが記録されているが、これも「中央の取り分（5戸ごとに5斤）」と「投下領主の取り分（5戸ごとに2斤）」をあわせた数に合致する。この記述により、大元ウルスでは投下領主に属する「五戸絲戸」のみならず、一般の「大数目戸（大官＝皇帝に属する戸の意）」も一律に「5戸ごとに7斤（1戸あたり1斤6両4銭）」が徴収されていたことがわかる。

## 江南戸鈔
江南（モンゴル語による呼称は「マンジ」）地方におけるアガル・タマルの徴収について、最も詳しく記載しているのが『元典章』巻24戸部10投下税の「江南無田地人戸包銀」である。
以上、『元典章』が明記するように、江南（マンジ）地方においても当初は華北（ヒタイ）地方同様のアガル・タマル徴収が行われる予定であったが、江南統治の混乱によりなかなか実現しなかった。そこで、臨時的措置として江南からの税収から10,000戸あたり100錠の紙幣（交鈔）をアガル・タマルとして投下領主に与えるようになった。なお、「10,000戸あたり100錠」を換算すると「1戸あたり鈔5銭」となる。
このように、クビライ時代の江南におけるアガル・タマルの徴収・分配方法はあくまで「臨時的措置」に過ぎなかったが、結局この手法は大きな変更を経ることなく元末まで続くことになる。クビライの後を継いだオルジェイトゥ・カアン（成宗テムル）は即位直後に中書省の申請に従って1戸ごとの徴収額を500文（5銭）から2貫へと4倍にしたが、徴収・分配方法についてはクビライ時代のままとした。こうして、「1戸ごとに2貫分を税収から差し引き、交鈔として投下領主に分配する」というやり方が江南におけるアガル・タマルとして定着し、これを漢文史料上では江南戸鈔と呼んでいる。
ジャヤガトゥ・カアン（文宗トク・テムル）即位記念として編纂された『経世大典』、そして『経世大典』を典拠として編纂された『元史』巻95食貨志3では「五戸絲」と「江南戸鈔」によって諸王・功臣に与えられた人口・土地を記している。例えば、『元史』巻95食貨志3冒頭に挙げられるダアリタイ家（太祖叔答里真官人位）の條には、「五戸絲」として寧海州の1万戸が、「江南戸鈔」として南豊州の1万1千戸が、それぞれ与えられたと記されている。